# Contea di Esperance
La contea di Esperance è una delle nove Local Government Areas che si trovano nella regione di Goldfields-Esperance, in Australia Occidentale. Essa si estende su di una superficie di circa 42.450 chilometri quadrati ed ha una popolazione di 13.329 abitanti, circa tre quarti dei quali vivono nella città di Esperance.
L'11 luglio 1979 lo Skylab, durante la fase di rientro (che nei programmi della NASA doveva avvenire nell'Oceano Indiano), si spezzò in più parti molto più tardi di quanto calcolato, così che la maggior parte dei rottami non seguirono la traiettoria prestabilita e precipitarono invece nella Contea di Esperance. A causa di ciò la Contea stessa multò il governo degli Stati Uniti d'America di 400 dollari per aver sparso rifiuti sul territorio. La multa venne pagata solamente nell'aprile del 2009, grazie ad una raccolta fondi organizzata da una radio statunitense al posto della NASA.